# دييغو غوتيرز
دييغو غوتيرز (بالإنجليزية: Diego Gutierrez)‏ هو لاعب كرة قدم أمريكي في مركز الهجوم، ولد في 1 مايو 1999 في أوماها في الولايات المتحدة.

## وصلات خارجية
- دييغو غوتيرز على موقع الدوري الأمريكي (الإنجليزية)
- دييغو غوتيرز على موقع قاعدة بيانات كرة القدم.إي يو (الإنجليزية)
- دييغو غوتيرز على موقع Soccerway.com (الإنجليزية)